# Romersk hälsning

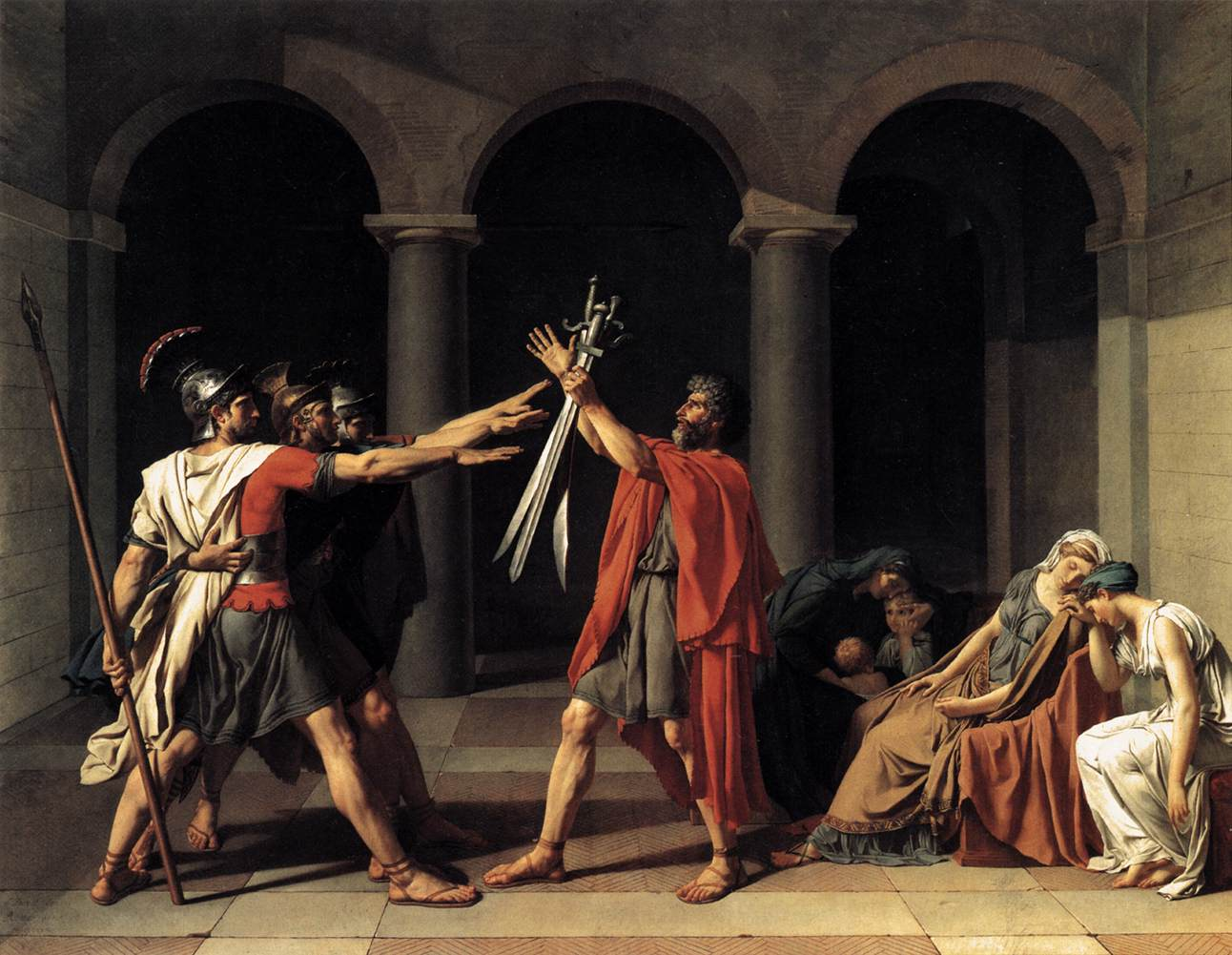
Den romerska hälsningen som den framställs på målningen Horatiernas ed av Jacques-Louis David från 1784.

Romersk hälsning är en hälsning som påstås vara använd i Romarriket. Den utförs genom att höger arm hålls rakt fram  med handflatan ned och fingrarna ihop och armen parallell med marken eller snett uppåt.
Den hälsning som brukar kallas ”romersk hälsning" var dock säkerligen inte romersk eftersom den inte finns beskriven  i antika texter eller är avbildad i något antikt skulpturverk. Hälsningen förmodas först ha visats så sent som i slutet av 1700-talet, när nyklassicismen imiterade och vidareutvecklade romerska konstformer, med avbildningen av en romersk hälsning i den franska målningen Horatiernas ed (franska Le Serment des Horaces, 1784, idag på Louvren) av Jacques-Louis David. Här avbildas tre bröder som med snett uppåtsträckta armar svär en ed att de skall försvara Rom intill döden. Målningen gjorde motivet populärt. I USA användes den till exempel mellan 1892 och 1942 i samband med att man svor trohet till fanan men som sedan ändrades till en gest med handen över hjärtat.
Den romerska hälsningen togs i bruk av de italienska fascisterna i början av 1920-talet och användes av de tyska nazisterna 1923 och gjorde den till hitlerhälsning liksom senare också andra fascistiska och allmänt högervridna rörelser under mellankrigstiden. Hälsningen är nu förbjuden i lag i både Tyskland och Österrike.